# Martolci
Martolci (makedonska: Мартолци) är en ort i Nordmakedonien. Den ligger i kommunen Čaška, i den centrala delen av landet, 50 kilometer söder om huvudstaden Skopje. Martolci ligger 342 meter över havet och antalet invånare är 340.